# Günter Bach
Günter Bach (* 27. Februar 1938) ist ein ehemaliger deutscher Fußballspieler aus Erfurt. In den 1950er und 1960er Jahren spielte er für den SC Turbine und den FC Rot-Weiß Erfurt in der DDR-Oberliga, der höchsten Spielklasse des DDR-Fußball-Verbandes.

## Sportliche Laufbahn
Seinen Einstand in der DDR-Oberliga gab Günter Bach für den SC Turbine Erfurt am 3. November 1957. In der Begegnung des 22. Spieltages SC Turbine – SC Motor Karl-Marx-Stadt (3:0) wurde er an Stelle des bisherigen Standard-Stürmers Günther Vollrath auf der halblinken Angriffsseite eingesetzt. Auf dieser Position spielte Bach bis zum Saisonende noch in drei weiteren Punktspielen. Bereits in der folgenden Saison 1958 erkämpfte sich Bach mit 21 Einsätzen bei 26 Punktspielen einen Stammplatz und wurde weiter hauptsächlich als halblinker Stürmer eingesetzt. Zur Spielzeit 1959 wurde die Oberligamannschaft des SC Turbine auf verschiedenen Positionen umgestellt, Bach rückte im Angriff auf die rechte Seite. Auch dort behauptete er sich mit 23 Punktspieleinsätzen in der Stammelf, konnte aber nicht verhindern, dass die Erfurter die Saison als Absteiger beenden mussten.
Mit Günter Bach, der 20 der 26 Zweitligaspiele bestritt, schaffte Turbine Erfurt umgehend den Wiederaufstieg. Nach Abschluss der Saison 1960 wurde der Spielplan im DDR-Fußball auf den Sommer-Frühling-Rhythmus umgestellt, die Oberligasaison 1961/62 lief daher über 39 Runden. Davon absolvierte Bach 34 Spiele, in denen er weiterhin auf der rechten Angriffsseite aufgeboten wurde. 1962/63, ab jetzt mit 26 Punktspielrunden, fiel Bach aus der Stammelf heraus, bis zum 17. Spieltag hatte er nur vier Punktspiele bestritten. Erst danach kam er wieder regelmäßig zum Einsatz, nun vorwiegend als Mittelfeldspieler. 1963/64 fehlte Bach nur an zwei Spieltagen und spielte wieder im Sturm, abwechselnd halblinks oder halbrechts. Erneut endete für den SC Turbine die Saison mit dem Abstieg. Auch diesmal gelang die sofortige Rückkehr in die Oberliga, Bach war als Mittelfeldakteur bei 25 der 30 DDR-Liga-Spiele dabei. Von der Saison 1965/66 an machten die Erfurter eine Phase als Fahrstuhlmannschaft durch. Auch für Bach lief es sportlich nicht mehr erfolgreich. 1965/66 spielte er nur am 1. und 8. Spieltag in der Oberliga, wurde aber vom am 26. Januar 1966 aus dem Sportclub ausgegliederten FC Rot-Weiß Erfurt übernommen. Auch im erneuten DDR-Liga-Zwischenspiel 1966/67 kam er nicht über sechs Punktspieleinsätze hinaus.
Nachdem er zum dritten Mal am erfolgreichen Wiederaufstieg beteiligt gewesen war, beendete Bach im Sommer 1967 seine Laufbahn als Leistungssportler. Innerhalb von elf Jahren hatte er für den SC Turbine bzw. für den FC Rot-Weiß 172 Punktspiele bestritten, davon 121 in der Oberliga. Obwohl er überwiegend als Stürmer gespielt hatte, brachte er es nur auf 15 Tore, 10 in der Oberliga. Bach blieb dem FC Rot-Weiß auch nach seiner Spielerkarriere treu und engagierte sich in der Nachwuchsabteilung als Trainer und Koordinator. In dieser Eigenschaft betreute er mehrere Jahre den späteren Nationalspieler Clemens Fritz.